# Christian Friedrich Maurer
Christian Friedrich Maurer (* 26. Januar 1847 in Agnetheln in Siebenbürgen; † 26. November 1902 in Landau in der Pfalz) war ein deutscher Historiker, Theaterautor und Gymnasialpädagoge.

## Leben und Tätigkeit
Christian F. Maurer setzte sich in Büchern und zahlreichen Artikeln mit einer breiten Palette geschichtlicher Themen auseinander. Die Schwerpunkte seiner historischen Arbeit bildeten die Antike, Militär- und Kriegsgeschichte sowie die Geschichte Siebenbürgens, woher er stammte. Über alle diese Themen legte er umfangreiche Studien vor.
Sein Hauptwerk zur Kriegsgeschichte schließt an den britischen Historiker Sir Edward Shepherd Creasy (1812–1878) an. Dieser hatte 1851 das einflussreiche Werk „The Fifteen Decisive Battles of the World“ veröffentlicht. Darin geht es um den Entscheidungscharakter, den Schlachten für den Verlauf der Menschheitsgeschichte hatten. Christian F. Maurer wollte, wie er im Vorwort seines Werks „Entscheidungsschlachten der Weltgeschichte“ (1882) schrieb, einen „deutschen Creasy“ verfassen. Er wählte, um der deutschen Situation gerecht zu werden, im Unterschied zu Creasy, bei dem Schlachten des Altertums und des Britischen Reiches überwogen, solche mit Relevanz für die deutsche Geschichte. Das Buch endet entsprechend mit der Schlacht von Sedan 1870.
Einerseits galten Maurer Kriege als schrecklich und zu vermeiden; andererseits schreibt er ihnen jedoch dem damaligen Zeitgeist entsprechend eine für Epochen politischer Schwäche und geistiger Dekadenz reinigende Kraft zu.
Maurer war über seine Arbeit als Historiker hinaus als Dramatiker tätig. So schrieb er die Tragödien „Ulfilas“ (1883), „Ganna“ und „Harra“ (1893).
Als die Stadt Landau in der Pfalz 1873 die Einrichtung einer höheren Mädchenschule plante, die neben wissenschaftlichen Ansprüchen auch künstlerische Akzente setzen sollte, engagierte der Stadtrat Christian Friedrich Maurer, der als Historiker und Dramatiker beiden Anforderungen gerecht werden konnte, als Gründungsdirektor der „Städtischen höheren Töchterschule“, die später den Namen Max-Slevogt-Gymnasium annahm. Maurer baute ab 1874 den Betrieb der Schule auf, leitete diese bis 1892 und gab ihr ein nachhaltiges Profil. Sein Nachfolger wurde Carl Friedrich Müller-Palleske.

## Werke (Auswahl)
- Die Besitzergreifung Siebenbürgens durch die jetzt das Land bewohnenden Nationen. Ein Beitrag zur Siebenbürgen-Sachsenfrage. Landau 1875
- Entscheidungsschlachten der Weltgeschichte. Leipzig 1882
- Geschichte der Hellenen in neuen und alten Darstellungen. Leipzig 1884
- Der deutsch-französische Krieg 1870/71. Kaiserslautern 1889